# Middelsfähr
Middelsfähr ist ein Stadtteil von Schortens im Landkreis Friesland in Niedersachsen.

## Lage

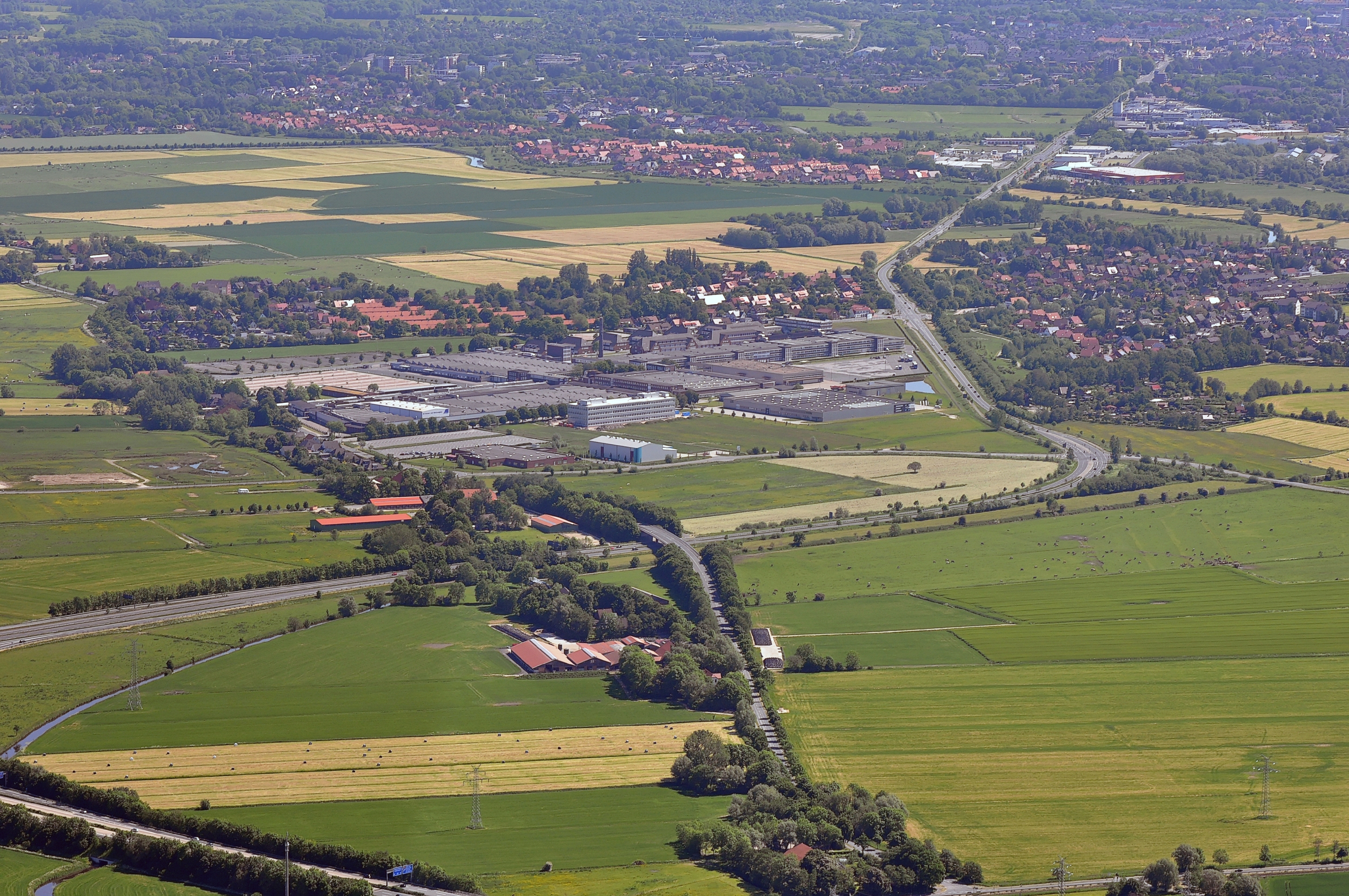
Blick entlang der Bundesstraße B210, rechts der Stadtteil Middesfähr, links der Stadtteil Roffhausen mit dem Technologie Centrum Nordwest (TCN)

Middelsfähr liegt im äußersten Südosten des Stadtgebiets an der Grenze zur kreisfreien Stadt Wilhelmshaven und wird nur durch die Bundesstraße 210 vom benachbarten Schortenser Stadtteil Roffhausen getrennt.

## Geschichte
Im Mittelalter gab es drei Übergänge über die Maade, von denen der bei Roffhausen als middelste Fähr am meisten benutzt wurde. Zur Sicherung der Fährverbindung ließ Edo Wiemken der Jüngere 1495 die damals bestehende Burg Roffhausen stärker befestigen.
Der Ort vergrößerte sich zu Beginn der 1950er durch die Ansiedlung der Olympia Werke AG im benachbarten Roffhausen.
Im Zuge der niedersächsischen Gemeindereform bestand die Überlegung, Middelsfähr mit dem Schortenser Stadtteil Roffhausen an Wilhelmshaven anzugliedern. Im Falle der Umgemeindung wäre die Gewerbesteuer der in Roffhausen ansässigen Olympiawerke (etwa 4 Millionen DM jährlich) zukünftig an die Stadt Wilhelmshaven gegangen. Auch aus diesem Grund lehnte der Stadtrat von Schortens die Abtrennung der beiden Stadtteile 1970 ab, obwohl Wilhelmshaven Ausgleichszahlungen angeboten hatte.

## Sport
Der am 2. Februar 1977 gegründete Fußballverein FC Middelsfähr fusionierte noch im gleichen Jahr mit dem seit 1966 bestehenden Tus Mariensiel. Die Fusion beider Vereine zum neuen Verein Schwarz-Weiß Middelsfähr/Mariensiel erfolgte zum 31. Mai 1977. Rund ein Jahr später stellte die Gemeinde Schortens die heutige Sportanlage am Pappelweg zur Verfügung. Der Verein betreibt im wesentlich die Sparte Fußball.